# 伊井蓉峰

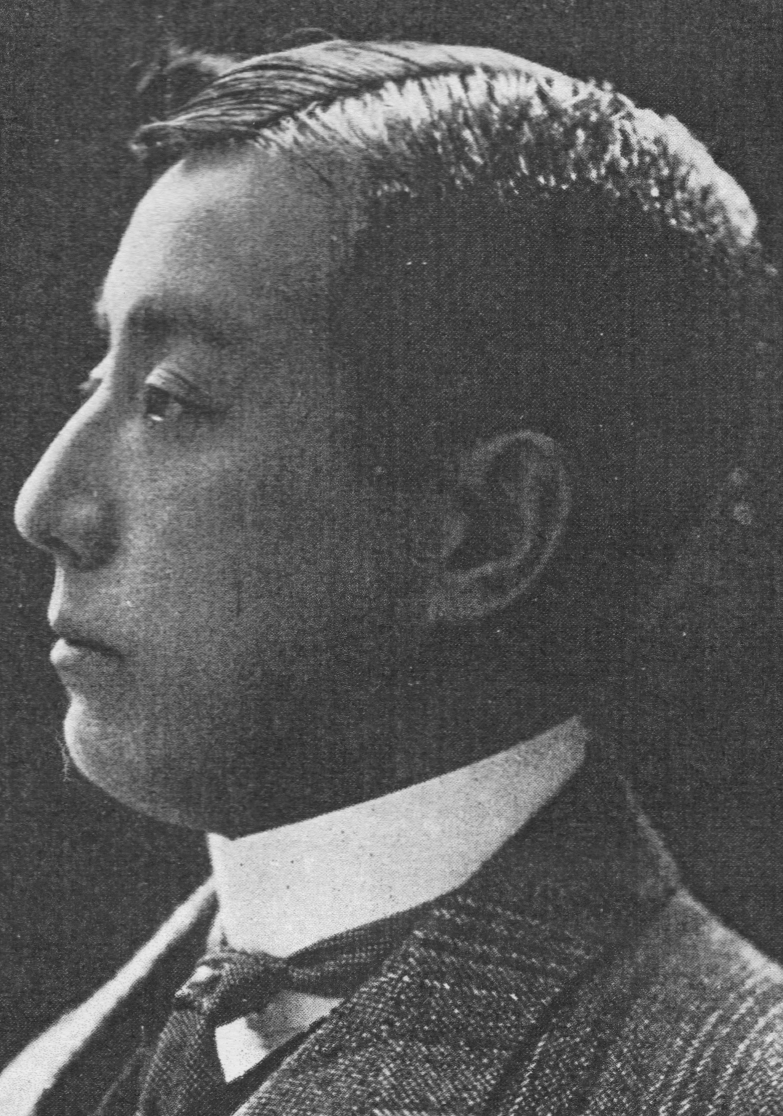
伊井蓉峰 (1907年)

伊井 蓉峰（いい ようほう、本名・伊井 申三郎、明治4年8月16日（1871年9月30日） - 昭和7年（1932年）8月15日）は、発足間もない新派劇で活躍した俳優。

## 来歴
東京日本橋呉服町（現・中央区）に写真家の北庭筑波の息子として生れる。実家は呉服町の油問屋で、父の北庭は浅草花屋敷で写真館を開いていた。祖父は浄瑠璃宮薗節の2代目宮薗千寿ともいわれる。医学予備校、独逸協会などに学び、父の没後は神戸の三井銀行に勤務した。
当時、川上音二郎の「書生芝居」が人気を得ていることに興味を持ち、明治24年（1891年）、「川上一座」に俳優として参加した。間もなく、傲慢だった川上と袂を分かち、芸術的写実的な演劇を目指し、11月、依田学海の援助で浅草の吾妻座を本拠に男女合同改良演劇「済美館」を興した。座員には水野好美、千歳米坡らがいた。
明治27年（1894年）からは市村座で佐藤歳三、水野好美とともに3人の姓を合わせて「伊佐水演劇」を旗揚げし河合武雄らとともに近松門左衛門の近松劇からシェイクスピアの翻訳劇まで様々なジャンルのものを上演し、絶賛を浴びた、明治35年（1902年）には拠点を中洲真砂座に移す。
明治42年（1909年）に東京座で行われた「新派大合同公演」では座長を務め、その後迎えた「三頭目時代」を先頭で引っ張った。
昭和3年（1928年）、マキノ省三監督の招聘で映画『忠魂義烈・實録忠臣蔵』に大石内蔵之助で主演。その際の伊井の尊大な態度や勝手な演技はマキノプロ所員を深く失望させ、スタッフや役者の分裂・脱退まで引き起こす原因となった。
昭和5年（1930年）、本国劇を旗揚げも失敗。
昭和7年（1932年）、東京劇場で「お名残二筋道」に出演中、慢性腎臓病と動脈硬化症で倒れる。8月15日、死去。墓所は谷中霊園(乙8-9)
昭和13年（1938年）7月1日から25日まで　東京歌舞伎座で伊井蓉峰追善興行が行われた。
養子は伊井友三郎。1960年代半ばに大映映画やテレビドラマ数本に出演した伊井美貴は孫にあたる。

## 人物

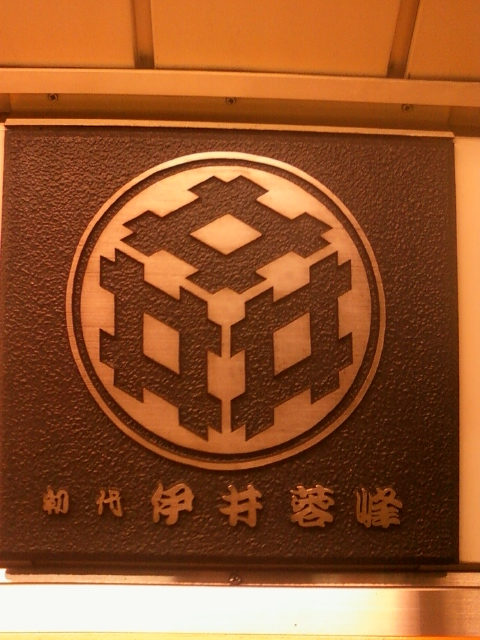
メトロ田原町駅ホームの伊井蓉峰の芸能紋プレート。

芸名は依田学海により「いい容貌」をもじって名付けられたという。俳優の伊井友三郎は娘婿。二枚目俳優であり、その経歴からも新派劇の黎明期を支えて立った名優と言え、「新派の大統領」と呼ばれ尊敬を集めたが、その一方でその名声に驕った行動が少なからず見られた事も事実だった。亡くなった時、大谷竹次郎の記事が載っている「伊井蓉峰を憶ふ」。以下引用。
『すつきりとした名優、善良無比の江戸っ兒伊井蓉峰は死にました。再び全盛にある新派にこの明朗な価値多い存在を失った事は新派は勿論の事、劇界全體の為に一大損失として惜しまなくてはなりません。あんなさつぱりした好い人間はもう二度とは出て来ますまい。（以下略）』

### 『忠魂義烈・實録忠臣蔵』でのエピソード
マキノ省三は『忠魂義烈・實録忠臣蔵』の大石役に当初、関西歌舞伎の名家實川延若 (2代目)を予定したが断られ、次に松本幸四郎 (7代目)と交渉したが、延若に遠慮した幸四郎にも断られた。交渉にあたった浅草劇場主の堀倉吉は若手の阪東壽三郎 (3代目)に白羽の矢を立て、壽三郎もその気だったが松竹側が延若に遠慮して断られた。最終的にちょうど新派を離れたばかりの伊井の名が上がり、ようやく大石役が決まることになった。これだけの難航だったため、マキノ自身も伊井に気を使わざるを得ない状況だった。
まず、大石と立花左近の対決の場面が天橋立でロケされた。金屏風の前で大石が白紙で芝居を見せる名場面で、左近に一同が斬りかかり、これに気づいた大石が止めに入る場面、大石役の伊井は新派俳優なのにもかかわらず、いきなり「待てェ!」と叫んで「ターッ、ポン、ポン、ポン」と歌舞伎の「六方」を踏んでしまった。マキノ監督は「大石内蔵助が六方を踏むとは」と慌ててしまい、「カット」も言わず、呆然としていた。そのまま伊井はいい気で六方を踏みながらダーッとやって来る。移動車を押していたマキノ雅弘は「本当にアホらしくなった」とこのときの様子を語っている。やり直しを言っても伊井は「もうやれん」との返事で応じず、マキノ監督もカメラマンもがっくり来てしまったという。
仕方なくマキノ監督は雅弘らに「伊井に活動写真の演出について説明してやってくれ」と頼んだが、伊井は耳も貸さずさっさと帰ってしまった。これをみた玉木潤一郎が口止めされたにもかかわらずジャーナリストにばらしてしまい、伊井はカンカンになって怒ってしまった。マキノは玉木が自分のために怒ってこれを暴露したと知っていたが、「玉潤、すまんがお前、このシャシン上映するまでしばらく馘になってくれ」と頼まなければならなかった。伊井一人のために、マキノは有能なスタッフを外す羽目になったのである。
『忠魂義烈・實録忠臣蔵』で伊井と共演した嵐寛寿郎は、「だいたい芸名からしていい容貌でっしゃろ、うぬぼれ度が過ぎてますワ」と語っているが、実際撮影時でも、「活動写真」を理解しようとしないこの「新派の大統領」に周りは振り回され続けた。アラカンや片岡千恵蔵は、この伊井の姿を見て幻滅し、「マキノを辞めよう」とひそかに決心したという。

## 出演

### 映画
- 1909.10.1 吉沢商店、活動俳優15名募集、技芸監督は伊井蓉峰、藤沢朝二郎、佐藤紅緑[万朝報][10]
- 1911.11.23 史劇「楠木正成・桜井駅」川上音二郎、伊井蓉峰、パテー館
- 1928.3.14「忠魂義烈 実録忠臣蔵」 大石内蔵助役[11]

### その他
- 1928.1.28 ラヂオプレイ「日本橋」伊井容峰、原作泉鏡花[12]